# Thành Quang Nhiên
Thành Quang Nhiên (? – ?) là nhà ngoại giao Việt Nam Cộng hòa và từng làm Quyền Tổng Lãnh sự Việt Nam Cộng hòa tại Hồng Kông.
Năm 1963, ông giữ chức Phó Trưởng phòng Kinh tế, Tài chính và Xã hội thuộc Bộ Ngoại giao Việt Nam Cộng hòa.
Năm 1965, ông được bổ nhiệm làm Quyền Tổng Lãnh sự Việt Nam Cộng hòa tại Hồng Kông.
Sau khi Sài Gòn thất thủ, ông cùng gia đình rời khỏi Việt Nam trên tàu Trường Xuân và đến Hồng Kông vào ngày 4 tháng 5 năm 1975.
Không rõ cuối đời ông ra sao và mất vào lúc nào.